# Porijõgi
Porijõgi (est. Porijõgi, Reola jõgi) – rzeka w środkowej Estonii. Rzeka ma źródła na zachód od miejscowości Veski, gmina Kõlleste. Wpada do rzeki Emajõgi na południe od Tartu. Ma długość 87,2 km i powierzchnię dorzecza 1289,6 km².